# Yacimiento megalítico de Sine Ngayène
Los círculos megalíticos de Sine Ngayène son un complejo megalítico de Senegal.

## Descripción
El yacimiento megalítico está situado cerca de la localidad de Sine Ngayène, en la región de Kaolack. Consiste en 52 crómlechs, cada uno compuesto de pilares de laterita cortados de unos 2 m de altura y con un peso de 7 t. Cada uno de los crómlechs contiene unos diez pilares y mide entre 4 y 6 m de diámetro; en total, el complejo megalítico comprende 1102 piedras erigidas. El área cubre 5,26 hectáreas.
Los crómlechs coronan sepulturas. Existen también montículos en el sitio arqueológico.
Una cantera de laterita está situada a un km al este del sitio.

## Historia
El sitio data de entre el siglo III a. C. y el siglo XVI.
En 2006, el sitio fue inscrito en la Lista del Patrimonio Mundial como parte de los Círculos Megalíticos de Senegambia, junto con los círculos megalíticos de Wanar (Senegal), Kerbatch y Wassu (Senegal).